# Castilhon de Larbost
Castilhon de Larbost (francès Castillon-de-Larboust) és un municipi occità de Comenge, a Gascunya,situat al departament de l'Alta Garona i a la regió d'Occitània.